# Río Colina
El Río Colina es un curso de agua de régimen pluvo-nivoso de escaso caudal, que nace en la precordillera de la Región Metropolitana de Santiago (Chile), al interior de Peldehue, a 1500 m s. n. m. y desemboca en el estero Lampa.
(Existe también un estero Colina (El Volcán) tributario del río del Volcán, famoso por sus baños termales en San José de Maipo.)

## Caudal y régimen
Su curva de variación estacional para 50 % de probabilidad de excedencia denota un régimen pluvio-nival, esto es, alimentado por las lluvias (invierno) y por el derretimiento de las nieves (primavera), con mayores crecidas en los meses de primavera.

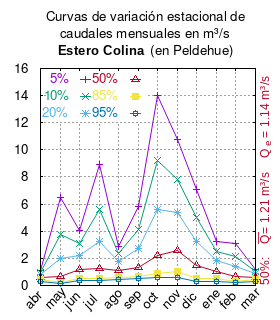
Curva de variación estacional del río Colina en Peldehue.

El caudal del río (en un lugar fijo) varía en el tiempo, por lo que existen varias formas de representarlo. Una de ellas son las curvas de variación estacional que, tras largos periodos de mediciones, predicen estadísticamente el caudal mínimo que lleva el río con una probabilidad dada, llamada probabilidad de excedencia. La curva de color rojo ocre (con {\displaystyle {\color {Red}\vartriangle }}) muestra los caudales mensuales con probabilidad de excedencia de un 50 %. Esto quiere decir que ese mes se han medido igual cantidad de caudales mayores que caudales menores a esa cantidad. Eso es la mediana (estadística), que se denota Qe, de la serie de caudales de ese mes. La media (estadística) es el promedio matemático de los caudales de ese mes y se denota {\displaystyle {\overline {Q}}}.
Una vez calculados para cada mes, ambos valores son calculados para todo el año y pueden ser leídos en la columna vertical al lado derecho del diagrama. El significado de la probabilidad de excedencia del 5 % es que, estadísticamente, el caudal es mayor solo una vez cada 20 años, el de 10 % una vez cada 10 años, el de 20 % una vez cada 5 años, el de 85 % quince veces cada 16 años y la de 95 % diecisiete veces cada 18 años. Dicho de otra forma, el 5 % es el caudal de años extremadamente lluviosos, el 95 % es el caudal de años extremadamente secos. De la estación de las crecidas puede deducirse si el caudal depende de las lluvias (mayo-julio) o del derretimiento de las nieves (septiembre-enero).

## Historia
Francisco Solano Asta-Buruaga y Cienfuegos escribió en 1899 en su obra póstuma Diccionario Geográfico de la República de Chile sobre el río:
Colina (Río de).-—Riachuelo de corto caudal y curso de la sección norte del departamento de Santiago. Se forma en las vertientes más occidentales de los Andes al SE. del cerro de Colocalán y al E. de los baños de su nombre; corre hacia el SO., pasando á tres kilómetros más ó menos al S. de esos baños, y va á juntarse con el riachuelo de Lampa. Tiene en sus riberas fundos y terrenos feraces.

## Población, economía y ecología
En su recorrido aguas abajo cruzó antiguamente la comuna de Colina antes de desembocar en el estero Lampa. Hoy su cauce es desviado para entregar agua a la minera Las Tórtolas propiedad de Anglo American y a la asociación de canalistas de Colina que la utilizan para regar predios colindantes dejando sin agua el río desde Peldehue al sur de Colina. Los derechos de aprovechamiento de agua los administra una división del ejército chileno llamado comando de bienestar del ejército quién lo arrienda a los canalistas anteriormente mencionados y a agroindustrial Chacabuco mediante el arriendo de un predio que se irriga con dicho río y derechos de aprovechamiento restantes.[cita requerida]
La ribera seca ha sido foco de controversia por ser usada como vertedero ilegal, extracción de tierra y depósito de escombros tanto de empresas privadas.
La DGA el año 2020 catalogó a Colina y Tiltil como zonas de escasez hídrica.